# Raymond A. Palmer
Raymond Arthur Palmer (Milwaukee, 1º agosto 1910 – 15 agosto 1977) è stato un curatore editoriale e scrittore di fantascienza statunitense.
Fu l'influente curatore editoriale della rivista Amazing Stories dal 1938 al 1949, quando lasciò la Ziff-Davis per fondare una propria casa editrice che pubblicò la rivista Fate. Fu anche uno scrittore prolifico di fantascienza e fantasy, ma molte delle sue storie furono pubblicate sotto una varietà di pseudonimi. Con le sue riviste ha inoltre contribuito alla diffusione dell'ufologia.

## Biografia
Secondo Bruce Lanier Wright, «Palmer venne colpito da un camion all'età di sette anni che gli ruppe la schiena.» Una fallita operazione chirurgica alla colonna vertebrale ne ostacolò la crescita (da adulto era alto circa 120 cm) e gli lasciò una gobba. Palmer si rifugiò nella fantascienza, di cui era un lettore vorace. Fu membro importante del fandom e viene accreditato insieme a Walter Dennis come redattore della prima fanzine, The Comet, nel maggio 1930.
La casa editrice Ziff-Davis acquisì la rivista Amazing Stories nel 1938. La redazione licenziò l'allora curatore editoriale T. Connor O'Sloane e, su raccomandazione del popolare autore Ralph Milne Farley, offrì il posto a Palmer. Nel 1939 Palmer iniziò a curare anche la rivista Fantastic Adventures, sorella di Amazing Stories, che venne pubblicata fino al 1953. Nel 1949 la Ziff-Davis trasferì la produzione delle sue riviste da Chicago a New York. Palmer, non volendo lasciare il Midwest, rassegnò le dimissioni e insieme a Curtis Fuller, un altro curatore editoriale della Ziff-Davis che non voleva trasferirsi, fondò la Clark Publishing Co.

### Riviste di fantascienza

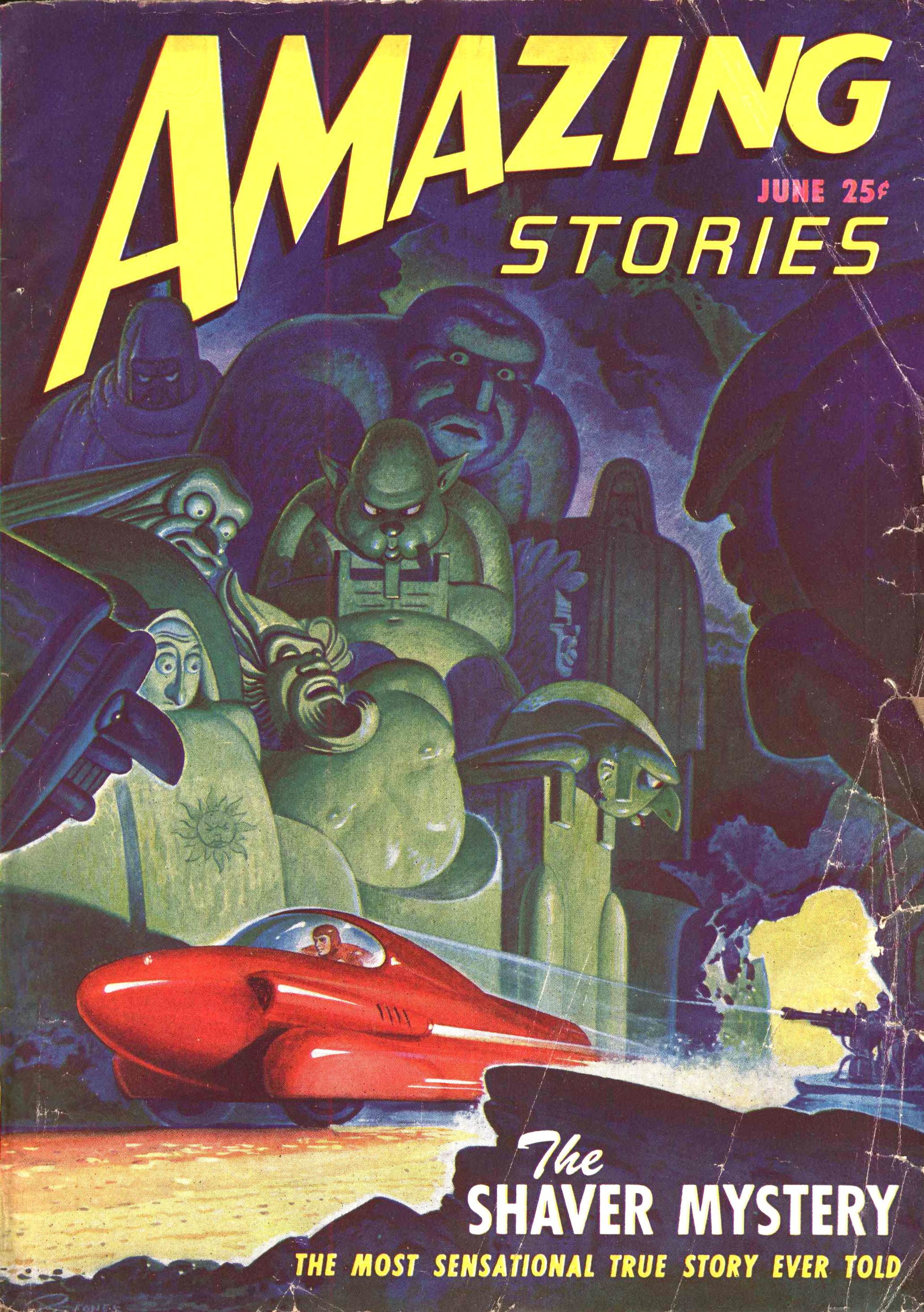
Copertina della rivista Amazing Stories di giugno 1947 con un capitolo dello "Shaver Mistery", qui definito "la più sensazionale storia vera mai raccontata".

Come curatore editoriale, Palmer tendeva a favorire storie stile space opera avventurose e d'azione. Nel suo periodo di gestione di Amazing Stories acquistò la prima storia professionale di Isaac Asimov, Naufragio al largo di Vesta. Palmer fu anche noto per il suo sostegno alla lunga e controversa serie dei Shaver Mystery, una serie di racconti di Richard S. Shaver pubblicati dal 1945 al 1949 secondo i quali il mondo era dominato dagli abitanti della Terra cava. Il sostegno di Palmer all'idea che questi racconti fossero veri fu oggetto di controversie nella comunità fantascientifica. Non è chiaro se Palmer credesse realmente nei racconti di Shaver, o che li sostenesse per promuovere il concetto nei suoi lettori.
Un altro esempio di questo tipo di storie è quella su Rainbow City, una città perduta posta sotto l'Antartide da cui proverrebbero i dischi volanti, pubblicata tra il 1947 e il 1948. Mentre ancora lavorava per la Ziff-Davis iniziò a lavorare in proprio nel campo delle pubblicazioni scientifiche e infine la lasciò per fondare la propria casa editrice, la Clark Publishing Company, che pubblicò, tra gli altri, titoli come Imagination e Other Worlds. Nessuna di queste riviste raggiunse il successo che aveva raggiunto con Amazing Stories, continuò a pubblicare Space World fino alla sua morte.

### Riviste paranormali
Nel 1948 Palmer e Curtis Fuller fondarono Fate, i cui argomenti comprendevano metodi divinatori, eventi forteani, credenza nella sopravvivenza della personalità dopo la morte, premonizioni in sogno, resoconti di fantasmi, telepatia, pseudoarcheologia, avvistamenti di UFO, criptozoologia, medicina alternativa, premonizioni di morte e altri argomenti paranormali, molti grazie ai contributi dei lettori.
Curtis Fuller e sua moglie assunsero il pieno controllo di Fate nel 1955, quando Palmer vendette la sua parte della società. La rivista continuò le pubblicazioni cambiando più volte editore e redattori. Palmer creò Mystic, una rivista simile a Fate, che dopo due anni cambiò nome in Search. Negli anni settanta Palmer pubblicò Ray Palmer's News Letter, che nel marzo 1975 venne combinata con un'altra sua pubblicazione intitolata Forum.

### Riviste di ufologia
Nel primo numero di Fate, Palmer pubblicò il rapporto di Kenneth Arnold riguardo ai "dischi volanti". L'avvistamento di Arnold segnò il sorgere del fenomeno degli avvistamenti moderni di UFO e dell'ufologia; la sua storia diffuse Fate in tutta la nazione. Attraverso Fate Palmer propagandò la credenza negli UFO. Questo interesse lo spinse a pubblicare la rivista Flying Saucers.

## Influenza culturale
L'identità segreta del supereroe Atom (ovvero Ray Palmer) - introdotto dallo scrittore di fantascienza Gardner Fox nel 1961 - è un omaggio a Palmer.